# Emigration
Emigration  è un film documentario di Nino Jacusso, girato in Svizzera nel 1978 e distribuito dalla Filmcoopi

## Intervista al regista
Il regista commenta così: «Film su due lavoratori italiani in Svizzera e in particolare sui miei genitori. Tema principale è un bilancio di oltre un ventennio di vita all'estero: quali furono i motivi, gli scopi, i desideri ecc. dell'emigrazione, e quali si sono realizzati? Emigration è una cronaca di due giornate della loro (della nostra) vita, con il lavoro, il tempo libero, i pensieri.»